# زانوق آباد
زانوق آباد ، روستایی از توابع بخش نوق شهرستان رفسنجان در استان کرمان ایران است.
در گویش محلی به این روستا زاغ آباد گویند

## جمعیت
این روستا در دهستان بهرمان قرار دارد و براساس سرشماری مرکز آمار ایران در سال ۱۳۸۵، جمعیت آن ۱۲۷ نفر (۳۴خانوار) بوده‌است.